# آنی ماندر
آنی ماندر (انگلیسی: Annie Scott Dill Maunder؛ ۱۴ آوریل ۱۸۶۸ – ۱۵ سپتامبر ۱۹۴۷) یک ستاره‌شناس، و ریاضی‌دان اهل بریتانیا بود.